# Nero Linux
Nero Linux es una aplicación para la grabación de discos ópticos para el sistema operativo GNU/Linux. Funciona en computadores con procesadores de 32 y 64 bits y permite grabar en discos Blu-ray y HD DVD. Oficialmente funciona en las siguientes distribuciones: Red Hat Enterprise Linux 5, SuSE Linux 10.3, Fedora 7, Debian GNU/Linux 4.0 y Ubuntu 7.04. La última versión de Nero Linux es la 4.0.

## Funciones
- CD/DVD ISO 9660 (compatible con Joliet)
- CD de audio (CD-DA)
- Copia de CD, DVD, Blu-ray y HD DVD (con configuración avanzada)
- Texto de CD
- Compatible con CD Extra (con configuración avanzada)
- CD / DVD de inicio
- CD, DVD, discos Blu-ray y HD DVD multisesión (funciones avanzadas)
- Admite la grabación con salto de capa (Layer Jump Recording)
- DVD vídeo y miniDVD (desde archivos DVD video)
- Grabación de imágenes de CD, DVD, Blu-ray y HD DVD
- Admite doble capa de DVD
- Importación de imágenes .nrg/.cue/.iso
- Admite la grabación extendida para CD y DVD
- Tecnología de almacenamiento de búfer Ultra-Buffer™
- Pruebas de velocidad y grabación simulada
- Verificación de datos después de la grabación

Funciones de audio
- Extracción de audio digital de alta velocidad (DAE)
- Control de pausa de toda la pista
- La interfaz del complemento Nero Audio admite los formatos de audio más conocidos; se agregan nuevos formatos continuamente.
- Totalmente compatible con FreeDB, que busca automáticamente información sobre discos en Internet.
- Codificador MP3 de primera calidad sin cargo
- Generación automática de texto de CD a partir de archivos de audio etiquetados y generación de listas de reproducción
- Introducción del texto de CD directamente en su compilación del CD de audio
- Compatible con ISRC

Características funcionales
- Admite la conexión directa de dispositivos sin reiniciar ninguna aplicación.
- Guarda archivos de registro detallados.
- Borra todos los medios regrabables admitidos en cualquier momento.
- Busca información detallada sobre el disco introducido en cualquier momento.
- Arrastra y coloca archivos de audio y datos.
- Incluye una sección de "funciones avanzadas" optativas para usuarios experimentados.
- Escribe imágenes de CD, DVD, Blu-Ray y HD DVD en el disco rígido incluso sin conectar la grabadora.
- Se entrega como paquete RPM o Debian para una fácil instalación.
- Almacena y recarga compilaciones en formato XML.

## Requisitos
Para que esta aplicación funcione correctamente requiere lo siguiente en software y hardware:
- Linux Kernel 2.4 o posterior (2.6 recomendado) con X-Window
- Glibc 2.3.2 y libstdc++6 3.4
- GTK+ 2.4.10 (o posterior)
- Procesador Intel Pentium III a 800 MHz, procesadores AMD Sempron 2200+ o equivalentes, 128 MB de memoria RAM
- Espacio en disco duro: 50 MB para la instalación del programa
- Unidad grabable o regrabable de CD, DVD, disco Blu-ray o HD DVD para grabación